# Hugh Dalton
Edward Hugh John Neale Dalton, barone Dalton (Neath, 1887 – Londra, 1962), è stato un politico britannico.
Durante la Prima guerra mondiale prestò servizio come ufficiale di artiglieria nei fronti Francese ed Italiano, ove meritò la Medaglia di Bronzo al Valor Militare, in riconoscimento del suo "sprezzo del pericolo"   durante la ritirata di Caporetto. In seguito scrisse le memorie della sua esperienza sul fronte italiano col titolo "With British Guns in Italy".
Esponente del Partito Laburista, fu deputato per il collegio di Peckham dal 1924 al 1929 e per il collegio di Bishop Auckland dal 1929 al 1931 e nuovamente dal 1935 fino alla morte; dal 1929 al 1931 occupò la carica di sottosegretario del ministero degli Esteri. Ministro dell'Economia bellica dal 1940 al 1942 e del commercio dal 1942 al 1945, fu cancelliere dello Scacchiere dal 1945 al 1947.
Cancelliere del Ducato di Lancaster dal 1948 al 1950, insegnò economia a Londra dal 1910 al 1936. Nel 1960 fu creato baronetto.

## Opere
- With British guns in Italy, Londra, Methuen & Co., 1919